# تانزان ایشی‌باشی
تانزان ایشی‌باشی (انگلیسی: Tanzan Ishibashi؛ زاده ۲۵ سپتامبر ۱۸۸۴ – درگذشته ۲۵ آوریل ۱۹۷۳) یک سیاست‌مدار اهل ژاپن بود.